# Ray Meyer
Raymond Joseph  Meyer, (Chicago, Illinois, 18 de diciembre de 1913 - Wheeling, Illinois, 17 de marzo de 2006) fue un entrenador de baloncesto estadounidense que estuvo en el banquillo de la Universidad de DePaul durante 42 años ininterrupidos.

## Trayectoria
- Universidad de Notre Dame, (asistente)
- Universidad de DePaul (1942-1984)